# Ertong Leyuan
Ertong Leyuan (xinès tradicional: 兒童樂園, pinyin: Értóng Lèyuán, literalment 'El paradís dels xiquets') fon una revista infantil publicada a Hong Kong entre el 1953 i el 1995. De periodicitat quinzenal, fon una de les publicacions infantils més importants de Hong Kong, a més de ser la primera publicació per a xiquets en editar-se íntegrament a color. Políticament se li ha vist certa tendència cap a la dreta, i un alineament a favor de la República de la Xina en el context de la Guerra Freda, però els continguts no estaven alineats políticament.
Després de publicar la darrera entrega (número 1006) el 16 de desembre de 1994, es va anunciar que la publicació deixaria de publicar-se el 1995 a causa de problemes econòmics. El 8 de novembre de 2013, l'exdirectora de la publicació, Zhang Junhua, juntament amb un lector anònim, van digitalitzar el total de 1.006 números i van crear un lloc web per a que es poguera descarregar gratuïtament.

## Història
El primer número ix el gener de 1953, amb Luo Guanqiao com editor. S'imprimeix a color i el contingut inclou relats històrics, contes de fades, cançons infantils i rimes populars, sèries de manhua i d'altres. El preu de portada era de 60 HK $.
El primer president, Yan Qibai, va créixer a Lushun durant l'ocupació japonesa. Sabia que el Japó se centrava en l'educació infantil i que la literatura infantil estava força desenvolupada. La referència principal per a la nova publicació foren les publicacions japoneses, amb traduccions realitzades pel mateix Yan Qibai, i el treball d'il·lustració va ser realitzat principalment per Luo Guanqiao i els seus deixebles Li Chengfa i Guo Liming.
Les portades anaven a càrrec de Luo Guanqiao fins que es retira el 1982, alhora que s'incorporen noves personalitats, com Zhang Junhua com editora de text.

### Ding Dong
El 1973, amb Zhang Junhua com editora, es comença a publicar el còmic Ding Dong, la que seria la primera traducció al xinés, pirata, de la sèrie Doraemon, que Kodansha publicava a una de les publicacions infantils que els editors agafaven com a referent. Zhang creia que la història tenia un significat educatiu i que podia reflectir la vida i les aficions infantils. A l'etapa inicial, per tal que els còmics s'ajustaren al context de Hong Kong, l'editora va fer lleugers canvis en el contingut. Per exemple, els personatges que portaven kimonos originalment es van canviar per vestits de tipus local, i els noms es van adaptar. La primera entrega de Ding Dong va publicar-se al número 489, aparegut el 16 de maig de 1973.
Amb l'aparició del personatge, la publicació es feu molt popular, i els editors publicaren còmics només amb contingut de Doraemon. De fet, l'editora Zhang Junhua fon coneguda com la mare de Doraemon, en haver sigut la descobridora del personatge.
Així, d'unes vendes d'entre 6.000 i 8.000 exemplars els primers anys, es passa a uns 30.000 exemplars a mitjans de la dècada del 1960. En el 30 aniversari de la revista (1982), les vendes van arribar a les 50.000 i a les 60.000 còpies, assolint el màxim de vendes de la publicació. Les publicacions de Doraemon també tenien xifres de 60.000 exemplars, que era l'equivalent a un exemplar per a cada tres infants de la ciutat. Tanmateix, cal descomptar que alguns exemplars es venien a altres territoris de la Gran Xina, com Malàisia. El 1981, després de huit anys com a ensenya de la publicació, Ertong Leyuan ha de deixar de publicar la sèrie per no disposar dels drets d'autor. Dos números més tard es publicaria IQ Dan, una versió redibuixada de les mateixes historietes on el personatge principal es canvia per una espècie d'ou, que es mantindria a la publicació fins a l'últim moment. Aparentment, des de Hong Kong intentaren obtindre els drets, però Kodansha els demanava també llicenciar productes perifèrics, com l'anime o marxandatge, en el qual no estaven interessats.
A partir d'aquell moment disminueix el número de lectors. A finals del 1994, a causa de diversos motius, es va anunciar que la publicació no continuaria el 1995.

## Legat
El periodista Luo Zhenbang considera que Ertong Leyuan va ser un material de lectura molt important per als xiquets de Hong Kong des dels anys seixanta fins als setanta. La revista combinava històries de mites xinesos (com Viatge a l'Oest) i clàssics occidentals (com La Sireneta), històries locals i mangues japonesos. Del contingut local es destaca la versió de Viatge a l'Oest de Luo Guanqiao.
En el seu moment àlgid, molts xiquets havien de llegir la publicació a la biblioteca, car hi havia desabastiment. També era un popular regal d'aniversari. Però a la dècada de 1990, la publicació deixa d'estar al dia, donant una imatge d'endarreriment. L'any 2008, es feu una exposició al Museu del patrimoni de Hong Kong.